# Roguszys

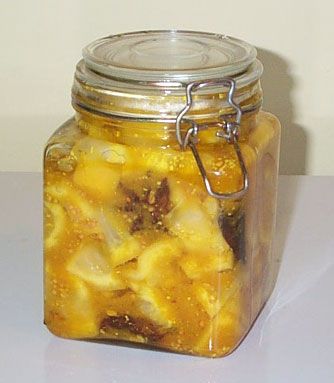
Encurtido de limones aderezado con estrellas anisadas.

Roguszys  es una deidad procedente de los países del este europeo encargada de provocar el encurtido de las verduras, algunas de estas prácticas son muy populares en la cocina lituana. El uso de ese tipo de acompañamiento de verduras de sabor salado ha dado lugar a numerosas celebraciones paganas en la cultura lituana durante el proceso de salazón y posterior encurtido y fermentación.